# Guajira (paroisse civile)
Pour les articles homonymes, voir Guajira (homonymie).
Guajira est l'une des quatre paroisses civiles de la municipalité d'Indígena Bolivariano Guajira dans l'État de Zulia au Venezuela. Sa capitale est Paraguaipoa.